# Grande telescópio binocular

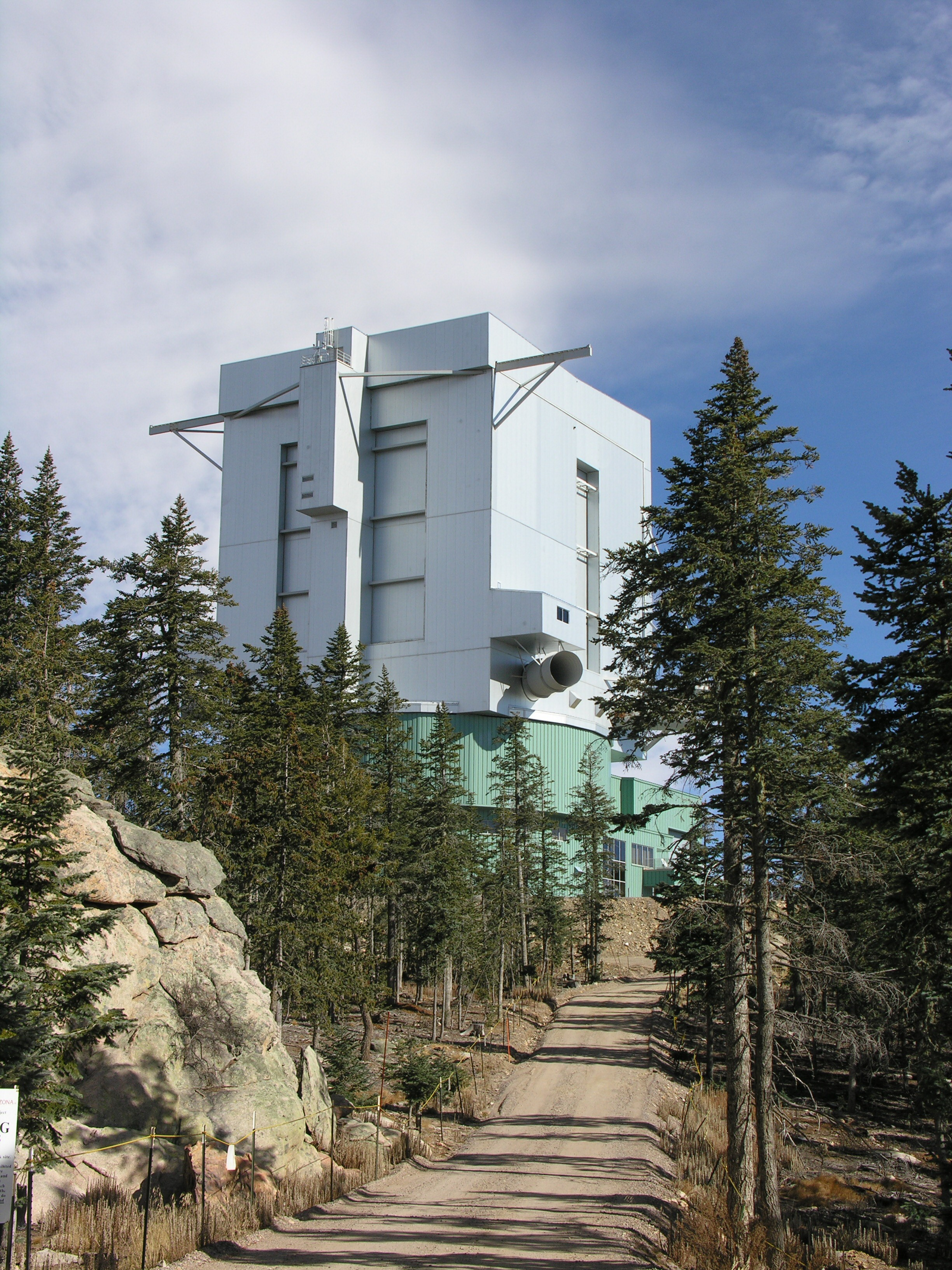
Foto do LBT de 2006

O grande telescópio binocular (Large Binocular Telescope, em inglês) ou LBT será um telescópio com dois espelhos de 8,4 metros de diâmetro montados em uma base comum, situado a mais de 3.000m de altitude no Monte Graham, Arizona, Estados Unidos. O LBT é o telescópio com maior resolução óptica e o mais avançado tecnicamente do mundo, com uma resolução 10 vezes maior que a do telescópio espacial Hubble.

## Características

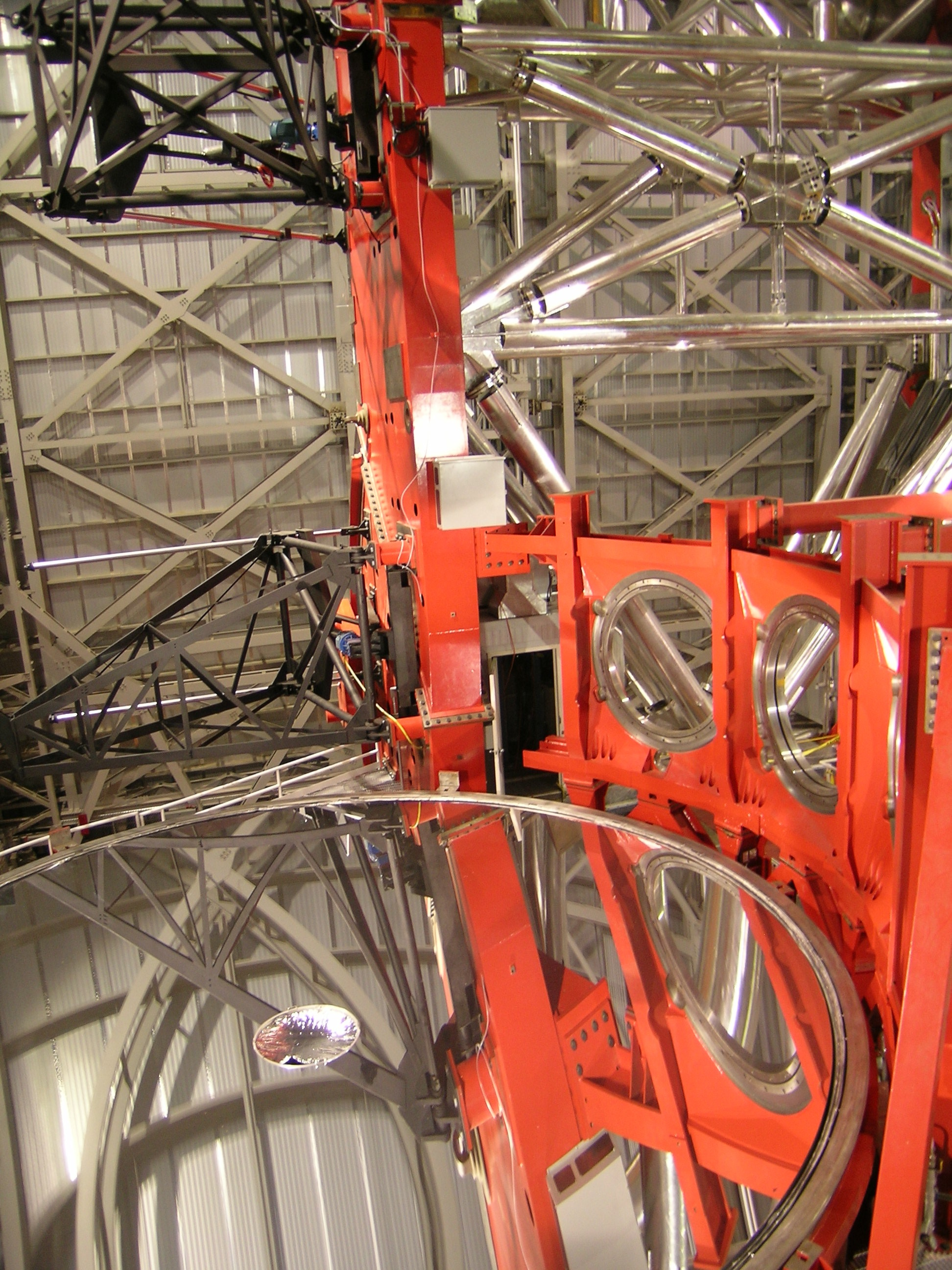
Espelho primário do LBT

O telescópio consiste numa montagem de dois espelhos de 8,4 metros em base comum (binocular). O LBT usa técnicas de óptica adaptativa e óptica ativa para atingir melhor qualidade, administradas pelo observatório Arcetri. A área de recepção equivale à de um único telescópio de 11,8 metros de abertura circular, maior do que a de qualquer outro telescópio único. Além disso, um modo de interferometria estará disponível.
O LBT iniciou suas operações com um único espelho primário em 2004, quando focalizou NGC 891. A primeira observação binocular mostra uma foto em três cores falsas da galáxia espiral NGC 2770, a 102 milhões de anos-luz da Via Láctea.

## Projeto
O grande telescópio binocular foi fundado por um projeto em conjunto entre vários membros, dentre eles a Comunidade Astronômica Italiana (Istituto Nazionale di Astrofisica, INAF), a Universidade do Arizona, o instituto Max Planck para astronomia, em Heidelberg, Alemanha, a Universidade de Ohio, o Instituto Astrrofísico de Potsdam (AIP), Instituto Max Plack para Física Extraterrestre em Munique, entre outros.